# Ликс, Мэнни
Эмануэль «Мэнни» Ликс-младший (англ. Emanuel "Manny" Leaks Jr.; род. 27 ноября 1945 года в Кливленде, Огайо, США) — американский профессиональный баскетболист, выступавший в Американской баскетбольной ассоциации, отыграв четыре из девяти сезонов её существования, плюс два сезона в Национальной баскетбольной ассоциации.

## Ранние годы
Мэнни Ликс родился 27 ноября 1945 года в городе Кливленд (штат Огайо), там же учился в Восточной средней школе, в которой играл за местную баскетбольную команду.

## Статистика

### Статистика в НБА
| Сезон                                                                                    | Команда         | Регулярный сезон | Регулярный сезон | Регулярный сезон | Регулярный сезон | Регулярный сезон | Регулярный сезон | Регулярный сезон | Регулярный сезон | Регулярный сезон | Регулярный сезон | Регулярный сезон | Серия плей-офф | Серия плей-офф | Серия плей-офф | Серия плей-офф | Серия плей-офф | Серия плей-офф | Серия плей-офф | Серия плей-офф | Серия плей-офф | Серия плей-офф | Серия плей-офф |
| Сезон                                                                                    | Команда         | GP               | GS               | MPG              | FG%              | 3P%              | FT%              | RPG              | APG              | SPG              | BPG              | PPG              | GP             | GS             | MPG            | FG%            | 3P%            | FT%            | RPG            | APG            | SPG            | BPG            | PPG            |
| ---------------------------------------------------------------------------------------- | --------------- | ---------------- | ---------------- | ---------------- | ---------------- | ---------------- | ---------------- | ---------------- | ---------------- | ---------------- | ---------------- | ---------------- | -------------- | -------------- | -------------- | -------------- | -------------- | -------------- | -------------- | -------------- | -------------- | -------------- | -------------- |
| 1972/73                                                                                  | Филадельфия     | 82               | 63               | 30,9             | 40,4             |                  | 72,0             | 8,3              | 1,2              |                  |                  | 11,0             | Не участвовал  | Не участвовал  | Не участвовал  | Не участвовал  | Не участвовал  | Не участвовал  | Не участвовал  | Не участвовал  | Не участвовал  | Не участвовал  | Не участвовал  |
| 1973/74                                                                                  | Кэпитал Буллетс | 53               |                  | 15,9             | 34,1             |                  | 69,9             | 4,6              | 0,5              | 0,2              | 0,7              | 4,1              | 2              |                | 2,5            | 50,0           |                | -              | 1,0            | 0,0            | 0,0            | 0,0            | 1,0            |
|                                                                                          | Всего           | 135              | 63               | 25,0             | 39,1             |                  | 71,4             | 6,8              | 0,9              | 0,2              | 0,7              | 8,3              | 2              |                | 2,5            | 50,0           |                | -              | 1,0            | 0,0            | 0,0            | 0,0            | 1,0            |
| Наведите курсор мыши на аббревиатуры в заголовке таблицы, чтобы прочесть их расшифровку. |                 |                  |                  |                  |                  |                  |                  |                  |                  |                  |                  |                  |                |                |                |                |                |                |                |                |                |                |                |